# Selección masculina de hockey sobre hierba de Inglaterra
La selección masculina de hockey sobre hierba de Inglaterra es el equipo de hockey sobre hierba que representa a Inglaterra en los campeonatos de selecciones nacionales masculinas.
Obtuvo la medalla de oro en los Juegos Olímpicos de 1908, pero a partir de 1920 ha competido allí la selección del Reino Unido. En tanto, ha logrado el bronce en los Juegos de la Mancomunidad de 1998 y 2014.
Inglaterra ha obtenido el segundo puesto en el Campeonato Mundial 1986, así como el cuarto puesto en 2010 y 2014, y el quinto en 1990 y 2006. En la Liga Mundial 2012/14 obtuvo el tercer puesto.
En el Champions Trophy, Inglaterra consiguió el segundo puesto en 2010 y el quinto en 1999 y 2001. En el Campeonato Europeo logró el primer puesto en 2009, el segundo en 1987 y el tercero en seis ediciones.

## Resultados

### Juegos Olímpicos
- Londres 1908: Oro

### Campeonato Mundial
- Barcelona 1971: No participó
- Ámsterdam 1973: 6.º
- Kuala Lumpur 1975: 6.º
- Buenos Aires 1978: 7.º
- Bombay 1982: 9.º
- London 1986: 2.º
- Lahore 1990: 5.º
- Sídney 1994: 6.º
- Utrecht 1998: 6.º
- Kuala Lumpur 2002: 7.º
- Mönchengladbach 2006: 5.º
- Nueva Delhi 2010: 4.º
- La Haya 2014: 4.º

### Liga Mundial
- 2012/14: 3.º

### Champions Trophy
- Karachi 1981: 6.º
- 1982-1994: No participó
- Berlín 1995: 6.º
- 1996-1998: No participó
- Brisbane 1999: 5.º
- 2000: No participó
- Róterdam 2001: 5.º
- 2002-2009: No participó
- Melbourne 2009: 6.º
- Mönchengladbach 2010: 2.º
- Auckland 2011: No participó
- Melbourne 2012: 8.º
- Bhubaneswar 2014: En disputa

### Campeonato Europeo
- Bruselas 1970: 6.º
- Madrid 1974: 4.º
- Hanover 1978: 3.º
- Amstelveen 1983: 5.º
- Moscú 1987: 2.º
- Paris 1991: 3.º
- Dublín 1995: 3.º
- Padua 1999: 3.º
- Barcelona 2003: 3.º
- Leipzig 2005: 6.º
- Manchester 2007: 5.º
- Amstelveen 2009: 1.º
- Mönchengladbach 2011: 3.º
- Boom 2013: 4.º